# Schwendi
Schwendi 6300 lakosú település és önkormányzat Felső-Svábországban, a Biberach kerületben.

## Fekvése
Biberach an der Rißtől délnyugatra, és Ulmtól 30 km-re délre.

## Története
Nevét 1128-ban említették először. Egykori birtokosa volt a Schwendier nemesi család, amely a 17. században halt ki.
Schwendi a késő középkorban kis falu volt; a 14. és a 16. században is csupán 200 lakosa volt. 1552-től heti és éves piacjogot kapott, ami elősegítette a gazdasági fellendülést. A mezőgazdaságtól eltekintve évszázadokon át a szövés volt a település egyik legfontosabb iparága. A takácsok céhe 1663-ban alakult meg, és még ma is létezik.
A második világháború kezdete körül alakult ki itt a Max Weishaupt család alapította ipartelep.

## Nevezetességek
- St. Stephen ben plébániatemplom – 1561-ben épült.
- Szent Anna-kápolna szárnyas oltára.
- A parókia – 1551-ben épült. A favázas épületet 1970-ben újították fel.
- A Castle Mill Schwendihaus malom – 1406-ban épült.
- A Weishaupt Forum egy díjnyertes cég épülete a New York-i építész Richard Meier építette.
- Biomassza erőmű – Matteo Thun építész tervei által 2008-ban épült.

## Itt születtek, itt éltek
- Lazarus Schwendi (1522 Mittelbiberach – † 1583. május 28. Kirchhofen, Breisgau) – diplomata, államférfi
- Ignaz von Jaumann (Wallerstein, 1778. január 26. – † Rottenburg, 1862. január 12.) – régiségbúvár
- Georg Hermann Knapp (Schwendihaus, 1828 – † 1890)